# 第51戰鬥機聯隊 (納粹德國)
第51战斗机联队（德語：Jagdgeschwader 51，簡稱：JG 51）是隶属于纳粹德国空军的战斗机作战单位，JG 51 的飛行員獲得的獎項比德國空軍任何其他戰鬥機聯隊都多，並曾在所有主要戰區作戰。